# Štichovice
Štichovice település Csehországban, a Észak-plzeňi járásban. Štichovice Pláně, Mladotice, Manětín és Hvozd településekkel határos. Lakosainak száma 120 fő (2024. január 1.).

## Népesség
A település lakosságának változását az alábbi diagram mutatja:
| Lakosok száma | 336  | 307  | 264  | 190  | 131  | 125  | 111  | 112  | 110  | 120  |
|               | 1869 | 1890 | 1921 | 1950 | 1980 | 2001 | 2017 | 2019 | 2022 | 2024 |